# Roma

Flagge der Roma, 1933 geschaffen und vom ersten Weltromakongress 1971 angenommen

Roma (Mehrzahl männlich, mitunter auch Rom; Einzahl männlich: Rom; Einzahl weiblich: Romni; Mehrzahl weiblich: Romnja) ist ein Oberbegriff für eine Reihe von Bevölkerungsgruppen, denen eine Sprache, das indoarische Romanes, und mutmaßlich auch die historisch-geographische Herkunft vom indischen Subkontinent gemeinsam sind. Sie bilden insgesamt keine geschlossene Gemeinschaft, sondern teilen sich in zahlreiche unterschiedliche Gruppen mit vielfältigen, von der Sprache, Kultur und Geschichte der jeweiligen Dominanzgesellschaft geprägten Besonderheiten.
Seit mindestens 700 Jahren leben Roma in Europa und gehören in ihren jeweiligen Heimatländern bei unterschiedlicher Größenordnung stets zu den Minderheiten. In ihrer Gesamtheit bilden sie die größte ethnische Minderheit Europas. Viele Angehörige der Roma werden sowohl aufgrund ethnischer Zuschreibungen als auch aufgrund ihrer sozialen Situation marginalisiert und ausgegrenzt. Sie waren und sind seit jeher auch offener antiziganistisch motivierter Verfolgung ausgesetzt.
Roma wird im Deutschen etwa im Wortpaar Sinti und Roma abgrenzend von der Teilgruppe der Sinti auch als Bezeichnung für osteuropäische Roma oder mit diffusem Inhalt benutzt. Die im deutschsprachigen Raum verbreitete Bezeichnung „Zigeuner“ gilt heute als diskriminierend.

## Bezeichnungen

### Selbstbezeichnungen

#### Roma
Im allgemeinen Verständnis und in weitgefasster Definition bezeichnet roma (Singular Maskulinum rom, Plural Maskulinum neben roma auch rom; Singular Femininum romni, Plural Femininum romnja) gruppenübergreifend die Angehörigen der Gesamtminderheit – ausgehend von der Eigenbezeichnung in Romanes (auch Romani), der Sprache der Roma.
Historisch belegt sind rom und romni im deutschen Sprachraum ein erstes Mal 1726 im Waldheimer Lexikon der „rothwelschen“ und der „zigeunerischen Sprache“ eines unbekannten Verfassers mit der Übersetzung „Manns-Person“ und „Frau“. In einer Darstellung von „Zigeunern“ in Preußisch-Litauen von 1793 stellt der Verfasser die Frage „Wie also nennen sich die Zigeuner?“ Er beantwortet sie mit „Rom oder Romma in der mehrern Zahl; Rom in der einfachen.“ Er schreibt, dass das Wissen seines Gewährsmanns mehrere Jahrzehnte zurückreiche; es dürfte mithin aus der Mitte des 18. Jahrhunderts stammen. Das Romani-Projekt der Universität Graz geht davon aus, Roma stelle „ein grundlegendes – wahrscheinlich das ursprünglichste – und alles mit einbeziehende Autonym“ der Angehörigen der Minderheit dar. Roma hätten diesen Namen aus Indien mitgebracht.
Auf Empfehlung seiner Sprachkommission tritt der von den Vereinten Nationen anerkannte Weltdachverband, die International Roma Union (IRU), für Roma (bzw. englisch auch Romani) als Bezeichnung aller Menschen mit Roma-Herkunft ein. Der erste Weltkongress der internationalen Bürgerrechtsbewegung der Roma in London 1971 legte die Bezeichnung „Roma“ als Gesamtkategorie für die unterschiedlichen Teilgruppen offiziell fest. Auch der zweite internationale Dachverband von Roma-Organisationen, der Roma National Congress (RNC), verwendet den Begriff Roma als Überbegriff.
Die Europäische Kommission gegen Rassismus und Intoleranz (ECRI) empfahl 1998 den Mitgliedsstaaten des Europarats mit ihrer Allgemeinen politischen Empfehlung Nr. 3 („Bekämpfung von Rassismus und Intoleranz gegen Roma/Sinti“), dafür zu sorgen, dass der für die verschiedenen partikularen Gruppen der Roma verwendete Name der ist, „mit dem die jeweilige Gemeinschaft bezeichnet werden möchte“.
Die Durchsetzung von Roma-partikularen Eigenbezeichnungen (Aschkali, Beasch, Burgenland-Roma, Lalleri, Kalderasch, Lovara, Manouches, Sinti, Xoraxane, …) bzw. regional üblicher Doppelbezeichnungen (Sinti und Roma bzw. Roma und Sinti) im medialen, halbamtlichen und amtlichen Sprachgebrauch geht wesentlich zurück auf die Anstrengungen der seit den 1970er-Jahren entstandenen Selbstorganisationen der Roma und der Bürgerrechtsbewegung für die gesellschaftliche Anerkennung und Integration der Minderheit. Die Romanes-Eigenbezeichnungen sollen dazu beitragen, den abschätzigen mehrheitsgesellschaftlichen Blick in Frage zu stellen, wie er diskriminierend in Zigeuner Ausdruck findet. Sie sollen die gesellschaftliche Anerkennung und Eingliederung der Minderheit fördern.
Inzwischen beginnt sich die Feststellung von einer „in zahlreiche Untergruppen gegliederten Minderheit“ gegen ältere essentialistische und oft erbbiologisch-rassistische oder kulturrassistische Konzepte durchzusetzen. Es gibt demnach keine in sich geschlossene Kultur der Roma, sondern eine Vielfalt von Roma-Kulturen. Die verschiedenen Gruppen seien geprägt von den – ebenfalls jeweils im Vergleich miteinander wie in sich vielfältigen – Mehrheitsgesellschaften, in denen sie beheimatet sind oder es im Zuge von Migrationsbewegungen waren. Diese Sichtweise geht einher mit einer verstärkten Hervorhebung der Einzelgruppen mit ihren jeweiligen Eigenbezeichnungen. Dennoch vertritt der Sinto Romani Rose als Vorsitzender des Dachverbands Deutscher Sinti und Roma mit Blick auf die von seinem Verband gewählte, Einzelgruppen betonende Doppelbezeichnung „Sinti und Roma“ den Standpunkt, „der Oberbegriff ist eigentlich Roma, weil die 10 bis 12 Millionen Angehörigen unserer Minderheit sich als Roma bezeichnen“.
Wichtige Kategorien der Selbstdefinition einer Teilgruppenzugehörigkeit, der Abgrenzung von anderen Gruppen und der Selbstbenennung sind (historische) Berufsgruppen (Kalderasch (Kupferschmied), Lovara (Pferdehändler)), die Sprache (z. B. Türkisch in Südosteuropa), die Religionszugehörigkeit (z. B. Moslem in christlichem Umfeld: Xoraxane) oder geografische Herkunftszuschreibungen (Ägypter, Sinti Extraixaria [=österreichische Sinti]).
Neben dem systematischen Gebrauch von Roma als übergeordneter Bezeichnung der romanessprachigen Gesamtminderheit tritt der Begriff in einigen Anwendungen mit diffusem Inhalt in unterschiedlichen, oft disparaten Reihungen auf:
- zwar wiederum als Sammeletikett, jedoch unterhalb von „Gesamtminderheit“ (wer in „Roma“ einbezogen ist, bleibt stets ungenannt)
- als gleichrangiges Subgruppenetikett gemeinsam mit eng definierten Subgruppentiteln (wo in Europa oder global diese „Roma“ anzutreffen sind, bleibt stets ungenannt)
- bis hin zu tsiganologischen, an soziographischen oder anthropologischen Definitionen von „Zigeunern“ orientierten disparaten Gruppenkompositionen mit ungeklärter geographischer und sonstiger Situierung von Roma.

Beispiele für die ersten beiden Fälle wären: „Roma, Sinti und Kále“, „Sinti, Roma, Lalleri, Lowara oder Manusch“, „Roma“ und „the Sinti groups, which includes the Romanichals, the Cale of Spain, and other such“, „Roma, Sinti, Manuš, Calé, Gitanos, Cinganos, …“. „Roma and their conational Sinti, Kale, Manouches and Romanichals“.
Ein Beispiel für den dritten Fall wäre: „Roma, Gypsies, Manouches, Kalderash, Machavaya, Lovari, Churari, Romanichal, Gitanoes [sic!], Kalo, Sinti, Rudari, Boyash, Travellers, Ungaritza [sic!], Luri, Bashalde, Romungro, Yenish, Xoraxai, and other groups“.
Das schließt jeweils nicht aus, dass „Roma“ daneben zugleich als Dachbezeichnung für die genannten Gruppen gesehen und verwendet wird. Es handelt sich jeweils um individuelle, singuläre Verwendungsweisen eines Autors, von Bezeichnungskonventionen lässt sich in diesen Fällen nicht sprechen.
Eine hybride Form verwendet der Literaturwissenschaftler Klaus-Michael Bogdal mit dem von der Selbstbezeichnung abgeleiteten Gesamttitel „Romvölker“. Es handle sich – so eine Kritik unter Verweis auf das 19. Jahrhundert – um einen „Neologismus“, der in der Tradition der Konstruktion von „Völkern“ stehe.

#### Sinti und Roma / Roma und Sinti
Abseits der europäischen Konvention bewegt sich die Sammelbezeichnung Sinti und Roma bzw. Roma und Sinti. Sie entspricht der Terminologie der Mitgliedsverbände des Zentralrats Deutscher Sinti und Roma bzw. in umgekehrter Rangfolge der Terminologie österreichischer Selbstorganisationen wie des Kulturvereins österreichischer Roma. Außerhalb des deutschen Sprachraums ist die Doppelbezeichnung weitgehend unüblich.
Mit dem Wortpaar gemeint sind
- zum einen die Angehörigen der in Deutschland, Österreich, den Niederlanden, Frankreich, Norditalien und Südosteuropa[23] beheimateten Sinti (französischer Sprachraum: Manouches). In Österreich bilden Sinti eine kleine Minderheit innerhalb der Gesamtminderheit, daher dort der zweite Platz.[24]
- sowie zum zweiten unbestimmt entweder regional begrenzt alle romanessprachigen osteuropäischen Gruppen oder insgesamt alle anderen romanessprachigen Gruppen weltweit mit Ausnahme der Sinti.

Daneben existiert eine enge Auslegung von Sinti und Roma durch deutsche, mehrheitlich von Sinti bestimmte Selbstorganisationen, die von „deutschen Sinti und Roma“ sprechen. Zusammengeführt werden hier erstens „autochthone“ Sinti und zweitens in der Mitte des 19. Jahrhunderts nach Deutschland migrierte osteuropäische Roma. Darin nicht aufgenommen sind die im 20. Jahrhundert in mehreren Schüben nach Deutschland migrierten osteuropäischen Roma, von denen freilich viele z. B. als „Gastarbeiter-Roma“ ebenfalls die deutsche Staatsangehörigkeit haben.
In Deutschland bzw. in Österreich ist das Wortpaar im öffentlichen Sprachgebrauch neben „Roma“ etabliert, wiewohl es
- begrifflich inkonsistent ist: eine Bezeichnung für eine Teilgruppe („Sinti“) wird mit einer Gesamtbezeichnung gleichgestellt („Roma“),
- Falschaussagen hervorruft: Flamenco als „Musik der Sinti und Roma“, „albanische Sinti und Roma“,
- territorial begrenzten minderheitspolitischen Sonderinteressen folgt.[26]

„Sinti“ tritt 1787 in der Variante „Sende“ in der Sulzer Zigeunerliste auf, dann mit „Sinte heißt also dieses Volk“ ein weiteres Mal in der oben genannten Quelle von 1793. Wiederum ist es auf sämtliche Angehörigen der Minderheit bezogen, wenngleich nachrangig zu Roma.

#### Kale
Eine ebenfalls verbreitete Eigenbezeichnung ist Kale. Das Wort ist abzuleiten von kalo, Romanes für „dunkel, schwarz“, Es findet sich im europäischen Raum für albanische Aschkali, finnische Kaale, iberische Calé oder walisische Kaale (Welsh Kale/Volsenenge Kale).

#### Gitanos
Die im spanischsprachigen Raum verbreitete Bezeichnung gitano (von spanisch egiptano ‚Ägypter‘) für die iberischen, insbesondere südspanischen Roma, deren Vorfahren seit ihrem ersten dokumentierten Auftreten im Jahre 1425 in das Gebiet des heutigen Spaniens einwanderten, gehört zu den wenigen Fremdbezeichnungen, die von den so Bezeichneten überwiegend auch als Eigenbezeichnung verwendet wird.

#### Xoraxane
Xoraxane-Roma, auch Türkische Roma, ist die Bezeichnung der Muslimischen Roma aus dem Balkan und der Türkei.

### Nichtroma im Romanes
Das bevorzugte Romanes-Wort für die Angehörigen der Mehrheitsbevölkerung ist gadzo (weiblich: gadzi). Die Transkription des gesprochenen Worts gadzo fällt aufgrund unterschiedlicher Aussprache und unterschiedlicher Normierung unterschiedlich aus. Wörtlich übersetzt heißt es „Bauer“. Es erklärt sich aus der Lebenswelt der Vormoderne sowie aus einem Abgrenzungsbedürfnis gegenüber der Mehrheitsgesellschaft und hat oft eine negative Konnotation.
Eine weitere Bezeichnung, die nur für bestimmte Mitglieder der Mehrheitsgesellschaft verwendet wird, ist im archaischen Romanes der Sinti raklo  bzw. weibl. rakli, die für ‚Junge‘ bzw. ‚Mädchen‘ steht, darüber hinaus aber auch ‚Bursche‘ oder ‚Geselle‘ bzw. ‚Dienstmädchen‘ bedeuten kann. Im walisischen Romanes beschränkt sich die Bezeichnung zumeist auf die Landbevölkerung mit zumeist niedrigerem sozialen Status und wird im Sinne von ‚Bauernbursche‘ oder ‚Knecht‘ bzw. ‚Magd‘ gebraucht. In den südosteuropäischen Sprachvarietäten können rakló bzw. raklí auch ‚Sohn‘ bzw. ‚Tochter‘ (eines gadzo) oder ‚Liebster‘ bzw. ‚Jungfrau‘ bedeuten.

## Geschichte: Herkunftshypothesen
Migration ist generell in der Geschichte von Bevölkerungsgruppen zu beobachten und somit kein Spezifikum von Roma oder von einzelnen Roma-Gruppen.
Seit der zweiten Hälfte des 18. Jahrhunderts legen sprachwissenschaftliche Untersuchungen die Annahme nahe, dass frühe Vorfahren der europäischen Roma im Nordwesten des indischen Subkontinents zu finden waren. Andere Quellen der Romanes-Linguistik präzisieren diese Hypothese zu „Zentralindien, Auswanderung nach dem Nordwesten und längerem Aufenthalt dort“. Neuere DNS-Untersuchungen von 2012 verweisen auf Nordindien.
„Herkunft, Zeitpunkt und Ursachen der Abwanderung der Vorfahren der Roma … [sind] nach wie vor strittig.“ Zu den jeweiligen Kulturen könnten mangels Belegen keine gesicherten Aussagen getroffen werden. Lebendige Verbindungen zu den Herkunftsräumen des indischen Subkontinents gibt es seit Jahrhunderten nicht mehr, zu damals dort lebenden Bevölkerungsgruppen kann es sie nicht geben. Eine gemeinsame Herkunftsgruppe der heutigen Roma und der heutigen nahöstlichen Dom mit ebenfalls einer Sprache indoarischer Herkunft und mit „nomadischer“ Lebensweise (wie sie real für Roma untypisch ist) gilt als spekulativ. Den Versuchen, die Herkunft der Roma auf die Herkunft von einzelnen heutigen indischen Bevölkerungsgruppen zu beziehen, so auf Dom, Jat, Zott oder Luri, fehlen jeweils überzeugende Belege.
Der Bezug zu Indien hat demnach Bedeutung vor allem als Herkunftsmythos. Er hat eine feste Position in der Minderheit, im mehrheitsgesellschaftlichen Alltagsdenken wie im wissenschaftlichen Fachdiskurs. Er ist von Analogien zum mehrheitsgesellschaftlichen Konstrukt von „Zigeunern“ bzw. „Gypsies“ („Nomadenvolk“, Marginalisierung und Diskriminierung als „Paria“, ambulanter Erwerb, häufiges Musizieren usw.) geprägt. Daher gelten entsprechende Verweise manchen Fachwissenschaftlern auch als fragwürdig.
Hypothetisch sind auch die Angaben zur Migration der Vorgänger der heutigen Roma nach Europa. Einen Konsens gibt es in etwa darüber, dass sie jedenfalls spätestens seit dem 14. Jahrhundert aus Kleinasien kommend in Südosteuropa leben. Annahmen zu mehreren, unterschiedlichen Zugangsrouten gelten inzwischen als durch den sprachlichen Befund widerlegt. Dass der Erbwortschatz des Romanes keine arabischen Wörter enthält, belegt nach der Historikerin Karola Fings (2016), dass diese Menschen „mit einer einzigen Migrationsbewegung“ nach Europa kamen und nicht zusätzlich über eine durch arabischsprachige Gebiete führende „Südroute“. Bereits die Ethnologin Katrin Reemtsma nannte zwanzig Jahre zuvor in ihrer Übersichtsdarstellung diese mitunter erwogene an einen „ägyptischen“ und „orientalischen“ Herkunftsmythos anknüpfende zweite Route nicht mehr.
Die Rekonstruktion der Geschichte der Roma in der Frühzeit ist insgesamt nach wie vor „hypothetisch und lückenhaft“. „Linguisten“, so ein niederländischer Migrationsforscher, „werden nie in der Lage sein, schlüssig auf all jene Fragen zu antworten, die die Rekonstruktion der Geschichte der Zigeuner [im Orig.: „Gypsies“] betreffen.“
Da die Vorgänger der europäischen Roma in sehr unterschiedliche geografische und kulturelle Räume migrierten und sie dort jeweils Minderheit waren, ist ihre Geschichte seit Jahrhunderten geprägt von den jeweiligen Umgebungsgesellschaften, das heißt, dass es eine geschlossene einheitliche „Geschichte der europäischen Roma“ nicht gibt, sondern eine Vielzahl unterschiedlicher Geschichten. Insbesondere die ältere Geschichte der jeweiligen Gruppen ist bis heute kaum ein Gegenstand der Historiografie gewesen.

## Sprache
Die Linguistik rechnet die vor allem nur mündlich weitergegebene Sprache Romanes oder Romani zu den neuindischen Sprachen innerhalb der indoarischen Sprachengruppe. Sie ist keine Amtssprache, obwohl sie nach zurückhaltender Schätzung von weit mehr als 3,5 Millionen Menschen gesprochen wird. Das Romanes stand während der Migration unter starkem Einfluss der Kontaktsprachen und entwickelte ca. 60 als Para-Romani kaum standardisierte Dialekte.
Aus dem 16. Jahrhundert sind Wortlisten und einzelne Sätze überliefert. 1782 publizierte Johann Christian Christoph Rüdiger Sprache und Herkunft der Zigeuner aus Indien. Seit dem 19. Jahrhundert wird in der englischsprachigen wissenschaftlichen Literatur der Terminus „Romani“ verwendet, der wie „Romanes“ den diskriminierenden Begriff „Zigeunersprache“ ablöst. Seit den 1970er Jahren bemühten sich vor allem intellektuelle Roma um die Emanzipation und Verschriftlichung ihrer Sprache. Nach dem Zerfall Jugoslawiens und der Tschechoslowakei geschieht das im begrenzten regionalen Rahmen.
Der Wortschatz und Syntax des Romanes ist auch von der jeweiligen regionalen Umgebungsgesellschaft beeinflusst. Außer den Kontaktsprachen gibt es nichtindische Lexeme des Mittelgriechischen, wie etwa drom (Straße), foro (Stadt), okto (acht) und armenischen Ursprungs sind Lexeme wie grast (Pferd) oder bov (Ofen). Ins Deutsche übernommen sind Lehnwörter wie „Bock“ (im Sinne von „auf etwas Bock haben“) als Entlehnung von bok für „Hunger“; „Kaff“ als Entlehnung von gab oder gaw für „Dorf“; „Kohle“ (im Sinne von „Geld“) als Entlehnung von kalo für „schwarz“ über das Rotwelsche „abgebrannt sein“, „schwarz sein“; „Kaschemme“ als Entlehnung von katčima für „Wirtshaus“; „Schund“ als Entlehnung von skunt für „Schmutz“, „Dreck“,; „Zaster“ als Entlehnung von sáster für „Eisen“. Die methodische Rekonstruktion der Migrationsbewegungen der Roma durch Erfassung der Lehnwörter ist nur bedingt möglich.
Die regionalspezifischen „Sinti-Dialekte“ des Romanes bzw. vereinheitlichend „das deutsche Romanes“ werden auch als Sintikanes (sintengheri tschib) bezeichnet.

## Verbreitete Fremdvorstellungen und ihre Kritik
In einer folklorisierenden und exotisierenden Perspektive nahmen und nehmen Betrachter aus der Mehrheitsgesellschaft die Ethnie als homogene nomadisierende „Stammesgesellschaft“ wahr. „Zigeuner“ seien insgesamt unfähig zur Anpassung an sich verändernde sozioökonomische und politische Bedingungen. Ein kollektives und unbeeinflussbares entweder genetisches oder archaisches kulturelles Erbe mache sie grundsätzlich entwicklungsunfähig und zwinge sie zur ewigen „Wanderung“. Dieser Blick geht darüber hinweg,
- dass die ganz überwiegende Mehrheit der europäischen Roma keinesfalls „nomadisiert“, sondern seit langem ortsfest lebt und nicht anders als andere regionale Bevölkerungen auf eine lange Geschichte fester Ansiedlung in regionalen Räumen zurückschauen kann. Die Vorstellung vom „Nomadenvolk“ ist ohne empirische Grundlage.
- dass Migration strukturelle, nicht aber ethnische Ursachen hat. Der Zwang zur Dauermigration, wie er in der Frühen Neuzeit einem großen Teil der Mehrheitsbevölkerung[56] wie auch den Juden und „Zigeunern“ auferlegt war, hatte unvermeidlich den ökonomischen, rechtlichen und sozialen Ausschluss zur Folge, der mit einem allgemeinen Aufenthaltsverbot einherging. Sie war Strafe und erzwungen.
- dass dem eine von oben erzwungene Anbindung der Mehrheitsbevölkerung an Ort und Territorium bis in die Mitte des 19. Jahrhunderts entsprach, die jedoch eine vor allem erwerbsbedingte erhebliche Mobilität nicht verhindern konnte.

Das antiziganistische Stereotyp von ewig wandernden „Zigeunern“ korrespondiert in Inhalt und Popularität mit dem antisemitischen Stereotyp vom „ewigen Juden“.
Die meisten Roma in Europa (vor allem Osteuropa und Spanien) leben seit vielen Generationen – zum Teil, wie in der Slowakei oder im Burgenland, schon seit Jahrhunderten – ebenso ortsgebunden wie die Mehrheitsbevölkerung. Ein kleiner, kaum zu beziffernder Anteil vor allem in West- und Mitteleuropa lebt in unterschiedlichen Mischformen der Ortsfestigkeit und einer in der Regel temporären Abwesenheit von einem Bezugsdomizil. So ergaben staatliche Zählungen bereits 1893 für Ungarn und die Slowakei einen unauffälligen Anteil von 3,3 % sogenannter „Wanderzigeuner“ ohne längeren festen Aufenthalt. Ähnlich geringe Zahlen zeigen sich aus den 1960er und 1970er Jahren etwa für die Slowakei und die CSSR.
Der ohnehin minderheitliche Anteil der traditionell „Reisenden“ und die Dauer der „Reise“ nehmen weiter ab. Heute wird der Anteil der saisonweise oder dauerhaft migrierenden Roma an der weltweiten Roma-Gesamtpopulation auf maximal fünf Prozent geschätzt.
Im Rahmen der innereuropäischen Arbeitsmigration seit den 1960er Jahren kam eine große Zahl von Roma aus Süd- und Südosteuropa nach West-, Mittel- und Nordeuropa. Diese Form der Migration blieb deshalb unauffällig, weil die Roma-Migranten als Angehörige ihrer jeweiligen Staaten in Erscheinung traten.
Im Kontext von zunehmender Arbeitslosigkeit, Armut und Krieg in den südosteuropäischen Staaten nach dem Systemumbruch migrierten seit den 1990er Jahren zahlreiche Roma-Familien als Bürgerkriegsflüchtlinge und Arbeitsmigranten nach Süd-, West-, Mittel- und Nordeuropa.
Die Sinti-Aktivistin Roxanna-Lorraine Witt beschreibt in ihrem Aufsatz „Ich fühle mich ungesehen, weil...“ den hohen Grad der Entmenschlichung und eine verbreitete gesellschaftliche Akzeptanz des Rassismus gegen Sinti und Roma als spezifische Charakteristika des Rassismus gegen die Gruppen:

„Der Rassismus gegen Sinte;zze und Rom;nja zeichnet sich in seiner einzigartigen, besonderen Schwere durch das Merkmal der vollkommenen Absprache des Mensch-Seins von Angehörigen der Gruppen aus. Das „Othering“, die Zuschreibung von Andersartigkeit als Mittel der künstlichen Hierarchisierung von Menschengruppen in „uns“ und „die Anderen“ zum Zweck der Ausbeutung, findet im spezifischen Rassismus gegen Rom;nja und Sinte;zze seinen Gipfel. Die vollkommene Enthumanisierung, die totale Absprache des Mensch-Seins führt zu einem Ausmaß der sozialen und gesellschaftlichen Akzeptanz der unterschiedlichen Arten rassistischer Gewalt gegen Sinte;zze und Rom;nja, wie es bei keiner anderen Gruppe in diesem Ausmaß der Fall ist.“

## Diskriminierung, Versklavung und Verfolgung

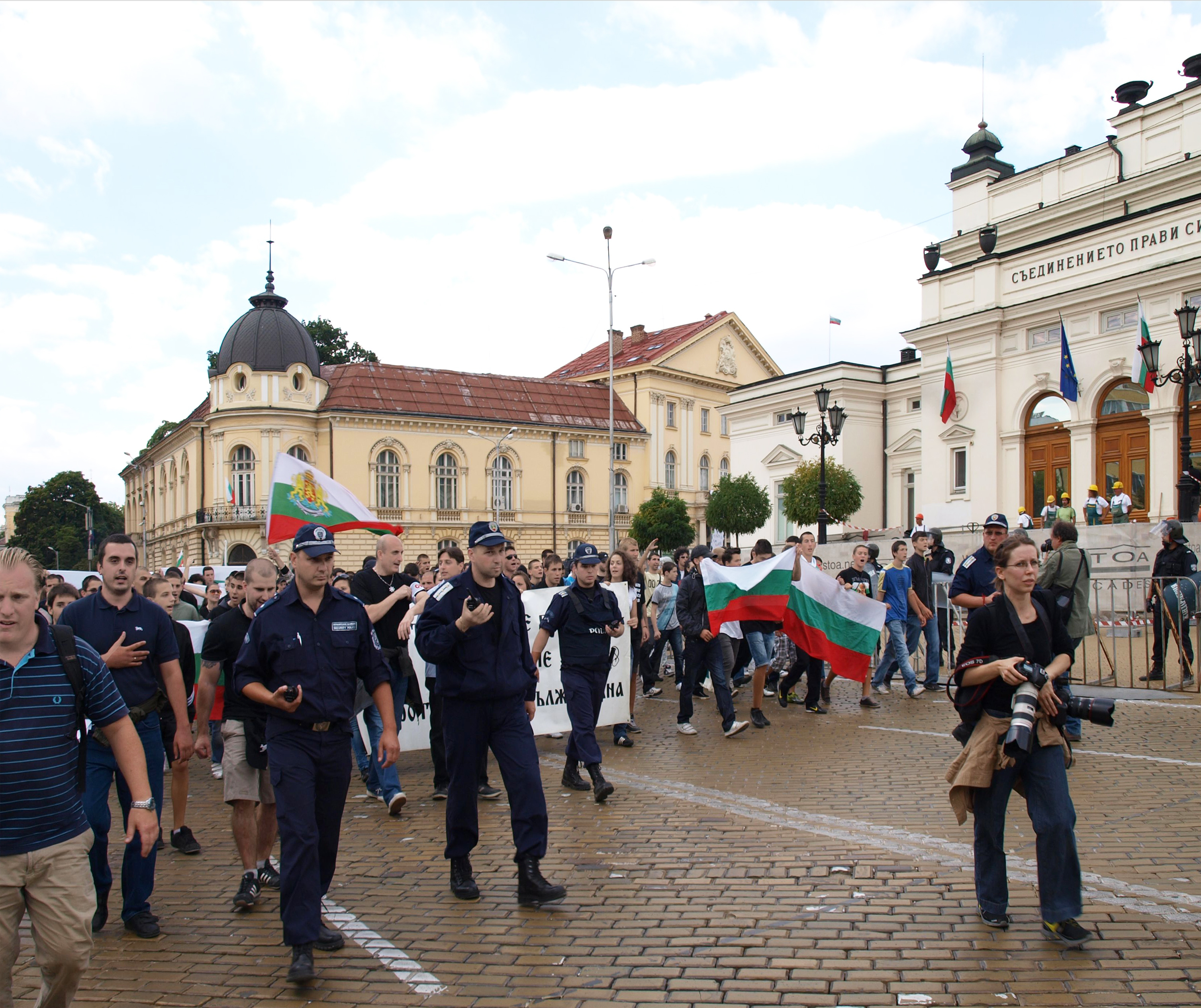
Antiziganistische Demonstration in Sofia, 2011

In der etwa 700-jährigen Geschichte der Roma in Europa war diese Minderheit spätestens seit Beginn des 16. Jahrhunderts der Versklavung, Diskriminierung und Verfolgung ausgesetzt. 
Bis Mitte des 19. Jahrhunderts wurden Roma in den Donaufürstentümern Moldau und Walachei als Sklaven gehalten und wie eine Handelsware verkauft oder getauscht. Durch Gesetze wurden 1855/56 etwa 250.000 Roma in eine mittellose Freiheit entlassen. Ihre Besitzer erhielten 4 bis 10 Goldstücke als Entschädigung für den Verlust. Für Neugeborene und Kranke wurde keine Entschädigung gezahlt.
In der Zeit des Nationalsozialismus wurde eine unbekannte Zahl von Roma Opfer eines Völkermords (Porajmos), vergleichbar mit dem Völkermord an den europäischen Juden (Holocaust).

Roma sind bis heute Diffamierung, Diskriminierung und sozialer, ökonomischer und politischer Marginalisierung ausgesetzt und in vielen Staaten eine von der Mehrheitsbevölkerung nicht erwünschte Minderheit. In einigen südosteuropäischen Ländern waren Roma in den vergangenen zwei Jahrzehnten mitunter offener Verfolgung ausgesetzt. So wurden während des Kosovo-Krieges ganze Siedlungen von Roma, Aschkali und Balkan-Ägyptern (diese beiden sind ebenfalls der Romaethnie zuzuordnen) von Angehörigen der albanischen Mehrheitsbevölkerung geplündert und niedergebrannt und die Bewohner vertrieben. Aus Bosnien wurden im Zuge „ethnischer Säuberungen“, die alle Ethnien betrafen, die meisten Roma vertrieben. Viele wurden während des Bürgerkriegs Opfer tödlicher Übergriffe.
Bis heute wird von europäischen Politikern unter Verwendung tradierter antiziganistischer Stereotype und Schlagworte („Überschwemmung“, „Völkerwanderung“) die Forderung nach Ausschluss und Abschiebung von Roma erhoben. Gemeint sind in aller Regel Roma aus Osteuropa, vornehmlich aus Bulgarien, Rumänien, Serbien und Nordmazedonien. Weit über die Grenzen der jeweiligen Länder hinaus wurden derartige Erscheinungen im westlichen Europa aus der Schweiz, Italien, Österreich und Frankreich bekannt.
Gesellschaftlicher Benachteiligung und einer erheblichen Unterdrückung bis hin zu offener Verfolgung unterliegen die osteuropäischen Roma auch in ihren Heimatländern, in denen antiziganistische Haltungen in der Mehrheitsbevölkerung weit verbreitet sind.

## Erinnerungskultur in Deutschland
Die Zeit des Nationalsozialismus prägte die Erinnerungskultur, die stets auch eine Verfolgungsgeschichte war, innerhalb der Minderheit am stärksten. Die mehrheitsgesellschaftliche Kultur der Erinnerung aber ist – anders als zur Geschichte der jüdischen Minderheit oder zur Verfolgung politischer oder kirchlicher Gegner der Nationalsozialisten – wenig entwickelt. Nur sehr selten widmen sich Straßenbenennungen, Denkmäler, Gedenktafeln, öffentliche Veranstaltungen oder andere Zeichen oder Orte der Erinnerung dem Thema.

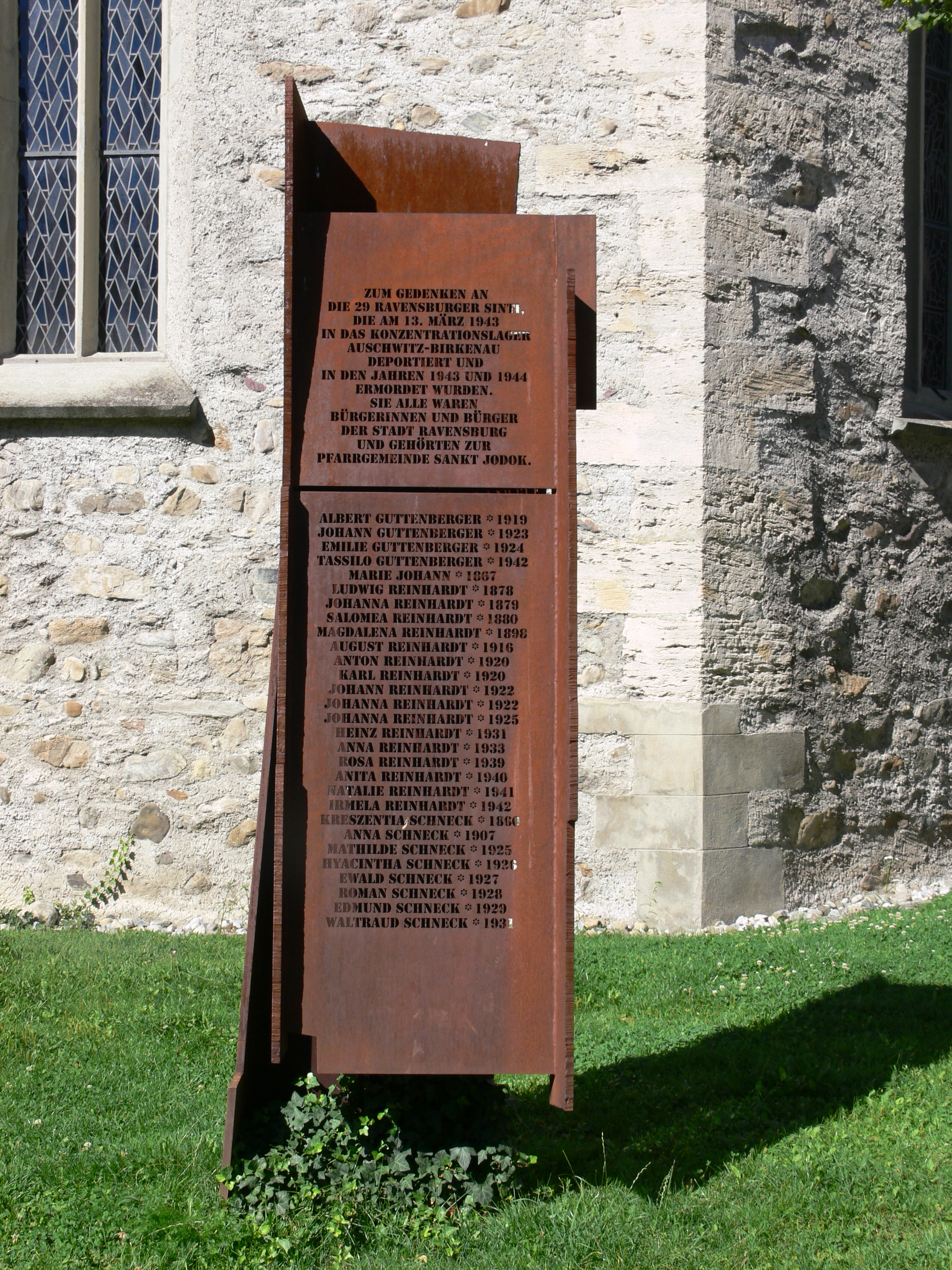
Ravensburg, Mahnmal zum Gedenken an nach Auschwitz deportierte und im Porajmos ermordete Sinti aus Ravensburg.

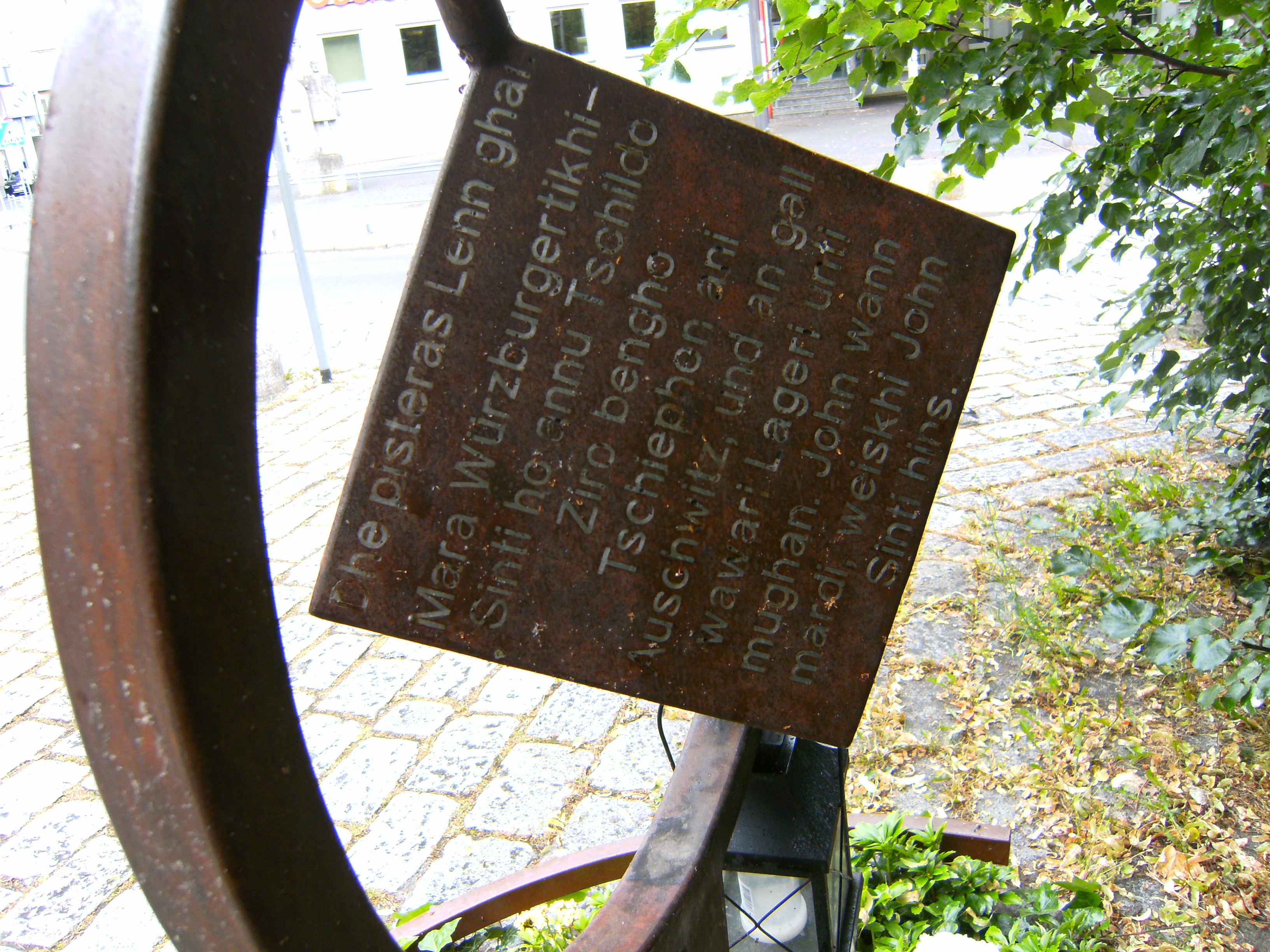
Paradeplatz in Würzburg: Mahnmal zum Gedenken an die Würzburger Sinti. Inschrift auf Romanes.

Es waren Initiativen der Betroffenen selbst, die nach Jahrzehnten des Schweigens über die Verbrechen und fortgeführter Diffamierungs- und Diskriminierungspraxis seit Ende der 1970er Jahre eine gewisse Veränderung zumindest im politisch-offiziellen Raum und in den Medien bewirkten. 1979 fand eine erste internationale Gedenkkundgebung von Roma und Unterstützern aus der Mehrheitsbevölkerung im KZ Bergen-Belsen statt. Ostern 1980 führte eine Sinti-Gruppe einen weltweit beachteten Hungerstreik im KZ Dachau durch. Diese und folgende Aktionen zunächst kleinerer Gruppen veränderten nicht nur die mediale und die politische Perspektive auf die Minderheit, sie trugen zugleich wesentlich zur Sammlung eines großen Teils der in Teilgruppen und Familienverbände zersplitterten Minderheit in den Landesverbänden und Mitgliedsorganisationen des Zentralrats Deutscher Sinti und Roma (Heidelberg) sowie in kleineren Interessensorganisationen mit regionaler Bedeutung bei.
Daneben gibt es selbstorganisierte Aktivitäten, die auf die Situation der osteuropäischen Roma-Migranten aufmerksam machen sollen, ein Bleiberecht einfordern und sich dabei auf die europaweite Verfolgung von Roma im Nationalsozialismus beziehen. So protestierten 1989 Roma mit einer Besetzung auf dem Gelände des früheren Konzentrationslagers Neuengamme, in dem auch Roma inhaftiert waren, gegen die Ausweisung von Asylsuchenden. 1993 gab es einen „Marsch“ südwestdeutscher Roma nach Baden-Baden und zur KZ-Gedenkstätte Dachau. Diese und andere bleiberechtliche Aktivitäten wurden jeweils von der Hamburger Rom und Cinti Union angeleitet und begleitet.
Bekannt sind künstlerische und dokumentierende Hinweise im öffentlichen Raum aus Bad Berleburg (Nordrhein-Westfalen), Bergen-Belsen, Bremen, Dreihausen (Hessen), Düsseldorf, Flensburg, Frankfurt am Main, Hamburg, Hannover, Hildesheim, Kiel, Koblenz, Köln, Leipzig, Magdeburg, Mannheim, Marburg, Merseburg, Mulfingen, Nürtingen, Ravensburg, Wiesbaden und Würzburg.
Das Dokumentations- und Kulturzentrum Deutscher Sinti und Roma in Heidelberg richtete in den 1990er Jahren die einzig vorhandene Dauerausstellung zum „nationalsozialistischen Völkermord an den Sinti und Roma“ ein. Eine entsprechende Wanderausstellung konnte in vielen Orten der Bundesrepublik gezeigt werden.

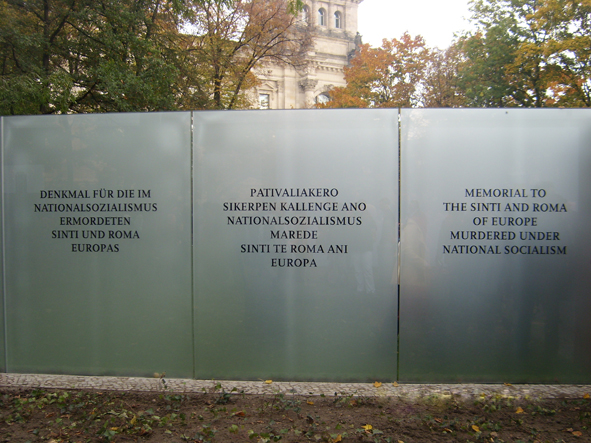
Denkmal für die im Nationalsozialismus ermordeten Sinti und Roma Europas in Berlin

1992 beschloss die Bundesregierung die Errichtung des Denkmals für die im Nationalsozialismus ermordeten Sinti und Roma Europas, die als „Zigeuner“ verfolgt, inhaftiert und getötet wurden und im Porajmos, der Entsprechung zur Schoah, kollektiver Vernichtung anheimfielen. Der israelische Künstler Dani Karavan legte einen Entwurf vor. Die Realisierung verzögerte sich jedoch jahrelang, da sich die Verbände der Betroffenen über den Inhalt des Widmungstextes zunächst nicht einig wurden. Ende 2007 hat der Bundesrat beschlossen, dass er auf der Grundlage von Vorschlägen der Verbände und in Zusammenarbeit mit dem Institut für Zeitgeschichte (München/Berlin) und dem NS-Dokumentationszentrum der Stadt Köln erarbeitet und entschieden werden soll. Der symbolische Baubeginn erfolgte im Februar 2008. Am 24. Oktober 2012 erfolgte die Einweihung in Berlin mit einem feierlichen Festakt.

## Demografie
Roma stellen in keinem Land der Welt die Bevölkerungsmehrheit. Die größten Gemeinschaften leben in Europa, vor allem in Südosteuropa, Ostmitteleuropa, Südwesteuropa und Russland, sowie außerhalb davon in den USA, Brasilien und der Türkei.
In Deutschland lebten 1999 nach übereinstimmenden Angaben sowohl der staatlichen Verwaltung als auch des Zentralrats ungefähr 70.000 Angehörige der Minderheit mit deutscher Staatsbürgerschaft als Nachfahren der historischen Zuwanderer der letzten 600 Jahre.
Es gibt auch die Schätzung der renommierten Fachwissenschaftlerin Katrin Reemtsma, die 1998 von „etwa 40–60.000 Sinti und Roma mit deutscher Staatsangehörigkeit“ ausging. Die „Anzahl an ehemaligen Arbeitsmigranten in der dritten Generation in Deutschland und Flüchtlinge[n] mit dauerhaftem Aufenthaltsrecht aus dem ehemaligen Jugoslawien“ setzte sie ebenso hoch wie die der lange Eingesessenen an, also ebenfalls auf zwischen 40.000 und 50.000. Daneben gibt es aus dem Umfeld des Zentralrats 2011 wiederum die Angabe von 80.000 bis 120.000 „Sinti und Roma“ – in der Zentralratsdefinition also lange eingesessene deutsche Staatsbürger – sowie unter Verweis auf eine UNO-Schätzung von 2006 50.000 davon zu unterscheidende als „Flüchtlinge und so genannte Arbeitsmigranten“ bezeichnete Roma.
Abweichend vom oben genannten Sonderfall einer ausnahmsweise übereinstimmenden Angabe zwischen Staat und Selbstorganisation ist allgemein festzustellen, dass staatliche Verwaltungen zu niedrigen Angaben tendieren, während Roma-Organisationen zu hohen Angaben neigen. Es handelt sich jeweils um „politische Zahlen“. Staatliche Zählungen sind durchweg nicht zuverlässiger als die Angaben von Selbstorganisationen oder von NGOs,
- weil ein Teil der Roma im Land nicht im Besitz der Staatsbürgerschaft ist, aber nur die Staatsbürger gezählt werden,
- weil nach der ethnischen Herkunft nicht gefragt werden darf und also nach zweifelhaften Kriterien mit großen Spielräumen geschätzt wird,
- weil ein Bekenntnis zur Ethnie Zählungsvoraussetzung ist, von vielen Roma aber aus sozialen und historischen Gründen verweigert wird,
- weil die Zähler angesichts der Unzuverlässigkeit von Angaben gemutmaßter Roma Dritte (z. B. die Nachbarn) befragen,
- weil Angehörige der Minderheit sich trotz einer (Teil-)Herkunft aus der Roma-Minderheit im Zuge von Assimilierungsprozessen inzwischen in andere Nationalitäten (vorwiegend solche, die in ihrem Umfeld in der Mehrheit sind) einordnen oder
- weil durch bürgerkriegsbedingte Vertreibungen selbst jüngere Zahlen hinfällig wurden.

Aufgrund der unterschiedlichen Ansätze und der besonderen Bedingungen demografischer Erhebungen zu Roma und angesichts der in aller Regel großen Differenzen nach Zeitpunkt und nach amtlicher oder nichtamtlicher Trägerschaft in den Ergebnissen sind Zahlen zu Bevölkerungsanteilen der Minderheit meist ohne ernsthafte Aussagekraft. Dazu die folgenden Beispiele:
- In den 1980er Jahren reichten Schätzungen der europäischen Roma-Bevölkerung einmal zwischen 1.988.000 und 5.621.000, ein anderes Mal zwischen 3.421.750 und 4.935.000. Für die Niederlande wurden 1.000 Roma behauptet, dann zwischen 30.000 und 35.000, für Schweden 1.000 bis 8.000, aber auch zwischen 60.000 und 100.000.[81]
- Etwa 25 Jahre später (2010) legte der Europarat eine vergleichende Staatenübersicht mit jeweils Mindest- und Höchstangaben vor. Dabei fasste er Roma und Traveller, also mehrheitsgesellschaftliche „Fahrende“ zusammen ungeachtet der Tatsache, dass die ganz überwiegende Mehrheit der Roma nicht „fährt“ und noch nie „fuhr“ und Roma auch sonst keine historischen oder kulturellen Gemeinsamkeiten mit der Zweitgruppe aufweisen. Der Europarat nannte als Mindestzahl 6,4 und als Maximum 16 Millionen Roma und Traveller.[82]
- Der Europarat bezifferte 2011 die Anzahl der Roma in Europa auf 10 bis 12 Millionen.[83] Der Anteil der Roma an der Gesamtbevölkerung beträgt laut Europarat:
  - 12 %[84] in Rumänien (3,0 % laut eigenem Zensus 2011)
  - 10,3 % in Bulgarien (4,9 % laut eigenem Zensus 2011)
  - 9,6 % in Nordmazedonien (2,7 % laut eigenem Zensus 2002)
  - 9,2 % in der Slowakei (2,0 % laut eigenem Zensus 2011)
  - 8,2 % in Serbien (ohne Kosovo; 2,1 % laut eigenem Zensus 2011)
  - 7,1 % in Ungarn (3,2 % laut eigenem Zensus 2011)
  - 5,0 % in Albanien
  - 3,8 % in der Türkei
  - 2,5 % in Griechenland
  - 1,5 % in Spanien

Wie unterschiedlich die Annahmen zum Bevölkerungsanteil der Roma auch sein mögen, unstrittig ist, dass ihr Bevölkerungsanteil insbesondere in Rumänien, Ungarn und der Slowakei seit den letzten Jahrzehnten des 20. Jahrhunderts stark gewachsen ist.
- In Albanien gibt es schätzungsweise zwischen 100.000 und 140.000 Roma.[86]
- Laut Statista-Portal[87] wird die Anzahl der Roma in einzelnen europäischen Ländern wie folgt geschätzt:
  - Rumänien: 1,95 Millionen
  - Bulgarien: 750.000
  - Spanien: 700.000
  - Ungarn: 600.000
  - Slowakei: 500.000
  - Serbien: 500.000
  - Frankreich: 310.000
  - Tschechien: 275.000
  - Nordmazedonien: 185.000
  - Griechenland: 175.000
  - Italien: 130.000
  - Deutschland: 120.000
  - Vereinigtes Königreich: 100.000
  - Bosnien und Herzegowina: 60.000
  - Niederlande: 40.000
  - Österreich: 37.500 (als Mittelwert zu fachlich angegebenen Schätzungen 25.000–50.000)[88]
  - Portugal: 37.500
  - Kroatien: 35.000
  - Polen: 32.500
  - Montenegro: 24.000
  - Schweden: 17.500
  - Belgien: 12.500
  - Slowenien: 10.000
  - Finnland: 10.000
  - Norwegen: 5.000
  - Lettland: 4.500
  - Litauen: 3.350
  - Irland: 3.000
  - Estland: 1.250
- In Polen leben laut Angaben der Bundeszentrale für politische Bildung knapp 20.000 Roma.[89]
- Die griechische Regierung schätzt die Zahl der Roma auf 200.000,[90] Experten auf bis zu 350.000.[90]
- In den Nachfolgestaaten der Sowjetunion sollen
  - in der Ukraine 2001 nach Schätzungen über 400.000 Roma leben[91]
  - in Russland um 250.000
  - in Belarus um 7.000 (Zensus 2009)
  - in Moldau vielleicht um 25.000
  - in Lettland um 4.500
  - in Litauen um 3.000
  - in Estland um 1.250

Eine weltweite Zahl der Roma kann nicht seriös angegeben werden: Die existierenden Schätzungen reichen von zwei bis zwölf Millionen. Zuverlässige Angaben zum Bevölkerungsanteil – sei es regional, sei es europaweit oder universal – sind somit ebenfalls in aller Regel schwer möglich.

## Jüngere politische Entwicklungen

### Internationale Zusammenschlüsse

Flagge der Roma: Blau für Himmel, Freiheit, Spiritualität und Ewigkeit; Grün für Natur, Erde, Fruchtbarkeit und Leben; das Rad für Wohnwagen, Mobilität, Fortschritt und die indischen Wurzeln.

1967 gründete sich das Internationale Zigeunerkomitee. 1971, beim ersten Weltromakongress in London, wurde der Begriff Roma verabschiedet, eine Flagge, die Hymne Gelem, Gelem und der Internationale Tag der Roma am 8. April eingeführt.
Als internationaler Zusammenschluss der Roma wurde 1978 auf dem zweiten World Romani Congress (WRC) in Genf die International Romani Union (IRU), auf Romanes Romano Internacionalno Jekhetanipe, als Dachverband regionaler und nationaler Interessenvertretungen gegründet.
Seit 1979 ist die IRU als nichtstaatliche Organisation (NGO) Mitglied im Wirtschafts- und Sozialrat der Vereinten Nationen und hat beratenden Status in der UNESCO. Seit 1986 ist sie Mitglied von UNICEF. Eine zweite internationale Vereinigung ist der Roma National Congress (RNC). Ehrenpräsident der IRU war in der Gründungsphase der bekannte Schauspieler Yul Brynner. Er spielte in den 1970er Jahren eine aktive Rolle bei den Bestrebungen der Roma, sich international zusammenzuschließen und internationale Anerkennung zu finden.
Für Europa gibt es seit 2005 das European Roma and Travellers Forum (ERTF), dessen Sprecher beide Zusammenschlüsse repräsentieren. Es ist durch ein Partnerschaftsabkommen mit dem Europarat verbunden. Es setzt sich nicht nur für Roma, sondern zugleich für Nichtromagruppen wie Pavee oder Jenische in ähnlichen sozialen, ökonomischen und bildungsmäßigen Problemlagen ein.

### Organisationen in Deutschland
1972 wurde in Heidelberg der Sinto Anton Lehmann von einem Polizisten erschossen, es kam zu einer Demonstration zahlreicher Sinti, und es konstituierte sich daraufhin der Verband deutscher Sinti. 1982 schlossen dessen Landesverbände und unabhängige Ortsverbände sich zum Dachverband Zentralrat deutscher Sinti und Roma zusammen, dessen Sitz Heidelberg ist. Er ist die staatlich anerkannte Spitzenvertretung der Roma deutscher Staatsbürgerschaft und wird aus Mitteln des Bundesministeriums für Jugend, Frauen und Familie finanziert. Seine Landesverbände werden als Projekte der Landesministerien gefördert. Der langjährige Vorsitzende des Zentralrats, der deutsche Sinto Romani Rose, war einer der führenden Aktivisten der Bürgerrechtsbewegung der 1970er und 1980er Jahre.
Anders als der Zentralrat organisieren die Rom und Cinti Union (Hamburg) und die Roma-Union-Frankfurt auch in den letzten Jahrzehnten in die Bundesrepublik migrierte Roma und vertreten deren bleibe- und asylrechtliche Interessen. Rudko Kawczynski, staatenloser Hamburger Rom und bekannter Vertreter der Rom und Cinti Union, gehörte zu den führenden Köpfen der Bürgerrechtsbewegung, wie sie im norddeutschen Raum durch öffentliche Aktivitäten hervortrat. Seit einigen Jahren existiert ein „Bundes Roma Verband“, der die Absicht hat, „möglichst viele bestehende Roma-Vereine, – Initiativen und -Gruppen unter ein Dach zu bringen“. Er wendet sich auch an Roma, die aus Osteuropa in die Bundesrepublik migrierten.
Kleinere Selbstorganisationen mit regionaler Bedeutung und ohne Herkunft aus der sozialen und Bürgerrechtsbewegung sind die Sinti Allianz Deutschland (Göttingen), die eine Homepage unterhält, oder die Roma Union Grenzland (Aachen). Wichtige gemeinsam von Roma und von Menschen aus der Mehrheitsbevölkerung getragene Zusammenschlüsse mit sozialpolitischem und sozialarbeiterischem Schwerpunkt, die sich unter Einschluss von Arbeitsmigranten und Flüchtlingen allen Romagruppen zuwenden, sind regional der Rom e. V. (Köln) und der Förderverein Roma (Frankfurt am Main). Als Interessenvertreterin der als Bürgerkriegsflüchtlinge nach Deutschland zugewanderten Roma versteht sich auch das Centre of Integration, Affirmation and Emanzipation of the Roma in Germany – Roma-Union e. V. (Essen).
Das feministische Romaniphen Archiv mit Sitz in Berlin widmet sich den Belangen autochthoner und allochthoner Romnja und Sintezze. Das Wissensarchiv versteht sich als progressive Vereinigung und akademisches Zentrum der Sinti und Roma in Deutschland. Unter der Leitung des Archivs durch die Sozialwissenschaftlerin Isidora Randjelovic wurden 2020 großflächig Studien im deutschen Raum durchgeführt, die darauf abzielten eine Erhebung der Verbreitung von Rassismus gegen Sinti und Roma sowie die Ressourcen zur Bekämpfung desselbigen durch die Untersuchungskommission Antiziganismus des Bundes zu ermöglichen. Zu den Mitgliedern des vom Archiv aus geleiteten IniRromnja-Netzwerkes gehört die Wissenschaftlerin Hajdi Barz, die 2020 gemeinsam mit dem Integrationspreisträger und niedersächsischen Jugend-Landesvorsitzenden der Grünen, Nino Novakovic, die erste akademische Schrift zu Empowerment und Powersharing von Sinti und Roma veröffentlichte.

### Rechtliche und staatlich-politische Anerkennung in Deutschland
Seit Ende der 1990er Jahre sind vier nationale Minderheiten in der Bundesrepublik Deutschland anerkannt, nachdem die Bundesrepublik 1997 das Rahmenübereinkommen des Europarats zum Schutz nationaler Minderheiten und 1998 die Europäische Charta der Regional- oder Minderheitensprachen ratifizierte: Dänen, Friesen, Sorben und „die deutschen Sinti und Roma“. Der Schutz als nationale Minderheit erstreckt sich demnach nur auf Sinti und Roma deutscher Staatsangehörigkeit. Er ist zudem nach dem Abstammungsprinzip eingeschränkt auf die „Alteingesessenen“, schließt also die Roma deutscher Staatsangehörigkeit mit familiärer Herkunft aus Südosteuropa oder Spanien nicht ein.
Am 14. November 2012 hat Schleswig-Holstein als erstes Bundesland die deutschen Sinti und Roma neben den Dänen und Friesen als Minderheit in die Landesverfassung aufgenommen. 22 Jahre kämpfte der Verband Deutscher Sinti und Roma e. V. – Landesverband Schleswig-Holstein mit seinem Landesvorsitzenden Matthäus Weiß um die Anerkennung als Minderheit. In dieser Zeit wurden sechs Anträge zur Verfassungsänderung in das Landesparlament eingebracht. Fünfmal scheiterten sie an der notwendigen Zweidrittelmehrheit. Am 23. August 2012 brachten die Fraktionen von Bündnis 90/Die Grünen, SPD, die Abgeordneten des SSW und die Fraktionen von Piraten und FDP erneut einen Gesetzentwurf zur Änderung der Verfassung des Landes Schleswig-Holstein ein. Der Landtag überwies diesen durch Plenarbeschluss an den Innen- und Rechtsausschuss und mitberatend an den Europaausschuss. Nachdem der Ausschuss dem Landtag bei Enthaltung der Stimmen der Fraktion der CDU die unveränderte Annahme des Gesetzentwurfs empfahl, wurde der Beschluss über die Änderung der Landesverfassung am 14. November 2012 in der Plenarsitzung des Landtages Schleswig-Holstein einstimmig gefasst. Nach vorhergehenden Bedenken stimmte schließlich auch die CDU-Fraktion zu.
In Artikel 5 der Verfassung des Landes Schleswig-Holstein heißt es nun: „Die nationale dänische Minderheit, die Minderheit der deutschen Sinti und Roma und die friesische Volksgruppe haben Anspruch auf Schutz und Förderung.“
In Baden-Württemberg unterzeichneten 2013 Daniel Strauß in Vertretung des Verbands Deutscher Sinti und Roma Landesverband Baden-Württemberg und Ministerpräsident Winfried Kretschmann für das Land Baden-Württemberg einen Staatsvertrag, der unter anderem die Kooperation zwischen Land und Minderheit stärken, den Dialog mit Sinti und Roma Baden-Württembergs auf eine verlässliche gesellschaftspolitische Grundlage stellen, diese verbreitern, sowie gemeinsames Vorgehen gegen Antiziganismus begründen soll. Er legt dazu eine verbindliche Förderung fest. Dieser Staatsvertrag wurde vom Landtag im selben Jahr verabschiedet.

### Organisationen in Österreich
Am 15. Juli 1989 wurde der erste Roma-Verein in Österreich in Oberwart gegründet. 1999 entstand eine Roma-Volkshochschule als Teilorganisation der Burgenländischen Volkshochschulen ebenfalls in Oberwart.
In dieser Zeit, am 4. Februar 1995, tötete der Mehrfachattentäter Franz Fuchs in Oberwart vier Roma – durch eine Sprengfalle an einem Schild „Roma zurück nach Indien“.

### Rechtliche und staatlich-politische Anerkennung in Österreich
In der Republik Österreich sind seit 1993 neben den Volksgruppen der Kroaten, Slowaken, Slowenen, Ungarn und Tschechen auch die Roma im Sinne des Volksgruppengesetzes anerkannt. Roman(es), die lokale Varietät des Romani, ist hier anerkannte Minderheitensprache, das heißt, es besteht Recht auf Schulunterricht der Muttersprache, gewisse Verwendung der Sprache bei Amtsgängen und Vertretung in den öffentlich-rechtlichen Medien. Die Volksgruppe pflegt sich selbst als (österreichische) Roma oder Roma und Sinti zu bezeichnen.
Dieser Schutz autochthoner Minderheiten mit eigener Muttersprache und Volkstum betrifft nur die Burgenland-Roma, Sinti und Lovara, die schon lange, jedenfalls aber vor Gründung der Republik, auf dem Gebiet des heutigen Österreichs leben (ungarisch-burgenländische Roma seit dem 15. Jahrhundert, meist tschechische und süddeutsche Sinti und slowakische Lovara im späten 19. Jahrhundert). Von den ca. 8000 in den 1930er Jahren im Burgenland registrierten Roma hatten nur einige hundert den NS-Genozid überlebt. Daneben gibt es auch in den 1960ern als Gastarbeiter, teils aber auch nach Fall des eisernen Vorhangs ab den 1990ern als Flüchtlinge oder illegal zugewanderte Kalderaš und Gurbet (Serbien) sowie Arlije (Nordmazedonien) und auch Angehörige anderer Gruppen, die nicht unter diesen Schutz fallen. Die letzte Zählung der Statistik Austria 2001 erfasste 6273 Romansprechende, davon 4348 österreichische Staatsbürger. Spätere Daten gibt es nicht, es besteht keine Verpflichtung, die Zugehörigkeit zu einer Volksgruppe nachzuweisen (§ 1(3) Volksgruppengesetz). Insgesamt schätzt man die Zahl aller Roma in Österreich auf etwa 40.000 (25.000–50.000). Damit stellt die anerkannte Minderheit nur einen kleinen Teil der Roma in Österreich.
Eine von mehreren Selbstorganisationen, die die Minderheit in Österreich vertreten, ist der 1991 gegründete Kulturverein Österreichischer Roma in Wien, der auch im Volksgruppenbeirat (nach Volksgruppengesetz) vertreten ist.
April 2011 wurde Roman – die Sprache der Burgenland-Roma von der Österreichischen UNESCO-Kommission in das Verzeichnis des nationalen immateriellen Kulturerbes in Österreich aufgenommen (für das Burgenland), Oktober 2011 auch die Lieder der Lovara (Wien und Burgenland). Zweck dieser Ausweisung ist ein verbindlicher Schutz als lebendige Kulturtradition.
Die österreichischen Roma sind heute durchwegs sesshaft integriert. Für die wenigen Fahrenden gibt es zwei offizielle betreute Durchreiseplätze (Braunau und Linz), weitere sind wegen der EU-Strategie zur Einbeziehung der Roma bis 2020 in Überlegung.

### Sonderfall Südosteuropa und Visegrád-Staaten
In den südosteuropäischen Ländern und den sogenannten Visegrád-Staaten lebt die große Mehrheit der europäischen Roma-Bevölkerung. In der sozialistischen Phase eröffneten sich in einigen Ländern für Roma eine Reihe von individuellen Möglichkeiten der Qualifizierung und des sozialen Aufstiegs. Es entwickelten sich „Roma-Eliten mit hoher Qualifikation, wie sie in Westeuropa nicht zu finden sind.“ In Rumänien waren die Roma unter Nicolae Ceaușescu jedoch denselben Restriktionen unterworfen wie die übrige rumänische Bevölkerung, so etwa dem Verbot der Abtreibung und dem Zwang, vier Kinder zu bekommen, was viele bereits in der sozialistischen Zeit in Analphabetismus und Elend trieb. Auch die ethnische Diskriminierung der Roma nahm unter Ceaușescu zu. Seither verschlechterte sich die Lebenssituation der südosteuropäischen Roma auch durch die politischen und sozioökonomischen Auflösungs- und Neuformierungsprozesse der 1990er Jahre und durch die damit einhergehenden, durch Ethnisierung und neue Nationalismen ausgelösten Konflikte und Verdrängungen. In Rumänien ereigneten sich zwischen 1990 und 1995 mehr als 30 Fälle von Lynchjustiz gegen Roma.
Allgemein hatten die Rekapitalisierung der landwirtschaftlichen und der industriellen Produktion, die Massenentlassungen und die Entstehung eines unregulierten Arbeitsmarktes eine hohe Arbeitslosigkeit und allgemeine Verarmung und Verelendung der Roma zur Folge. Die Entlassungen auf dem Land und in den kleineren Orten bewirkten eine erhöhte Landflucht in die bereits ohnehin übervölkerten und schlecht ausgestatteten Romaquartiere („Mahala“) der großen Städte. Die südosteuropäischen Mahala haben Ghetto-Charakter. So werden z. B. die Schulen der bulgarischen Romaviertel als „heute in höchstem Maße vernachlässigt“ beschrieben. Der Analphabetismus unter jungen Roma nehme rapide zu. Die aus der produktiven Sphäre Ausgeschlossenen versuchen ihrer Verelendung vor allem mit kombinierten Noterwerbsweisen zu entrinnen: kleiner Handel, Sammeln und Aufarbeiten von Resten, Gelegenheitstätigkeiten. Damit einher gehen drastisch sinkende Bildungschancen, Alkoholismus- und Drogenrisiken.
Die im mehrheitsgesellschaftlichen Alltagsdenken verbreitete Vorstellung einer minderheitstypischen Delinquenz, die ein traditionelles Element des mehrheitsgesellschaftlichen „Zigeunerbilds“ ist, lässt sich mit Zahlen nicht belegen.
- Zum einen differenziert in keinem europäischen Staat die offizielle Kriminalitätsstatistik nach „Volksgruppen“, Nationalitäten oder Primärsprachen: „Dass Verbrechen und die Zugehörigkeit zu einer Minderheit nichts miteinander zu tun haben, gehört zu den Standardannahmen moderner polizeilicher Ermittlungsarbeit.“ Ethnic profiling ist darüber hinaus verpönt, wenn nicht verboten. Es gibt also keine Zahlen. Dadurch unterliegen Aussagen zu dieser Thematik einer typischen statistischen Verzerrung, dem Survivorship Bias, und sollten deswegen weder in die eine noch in die andere Richtung ausgelegt werden.
- Und zum anderen müssten solche Zahlen mit denen von Gruppen unter ähnlichen sozialen Bedingungen verglichen werden, die es aber in ganz Europa sonst nicht gibt.[123]

Ähnliche Lebensbedingungen bestehen in südafrikanischen oder südamerikanischen Elendsvierteln. Die Kriminalitätsgefahr liege in jeder Hinsicht in den südosteuropäischen Roma-Quartieren weit darunter, bemerkt der Südosteuropaexperte Norbert Mappes-Niediek. „In den großen Vierteln der Roma, in Shuto Orizari in Skopje, Ferentari in Bukarest, Stolipinowo in Plowdiw oder Fakulteta in Sofia, kann sich jeder Besucher frei und unbehelligt bewegen.“
Auch in Jugoslawien gab es bis zu den Jugoslawienkriegen eine relative Integration der Roma und damit vergleichsweise gute Bildungschancen. Viele Roma konnten höhere Schulabschlüsse und einige gar einen Hochschulabschluss erwerben. Inzwischen ist die Minderheit auf den vorsozialistischen Stand der Bildungsdiskriminierung zurückgefallen. Im Zuge der Konflikte unter den Nachfolgestaaten Jugoslawiens richteten sich massive Aggressionen auch gegen die jeweilige Romabevölkerung. Sie war kollektiven Angriffen durch Angehörige der Mehrheitsethnien, Zerstörungen und Plünderungen ihrer Wohnstätten mit dem Ziel ihrer Vertreibung ausgesetzt. Ein Beispiel ist die 1999 von albanischen Nationalisten geplünderte und niedergebrannte Romska Mahala von Mitrovica (Kosovo), die von 5000 Roma, Aschkali und Ägyptern („RAE“) bewohnt wurde. Viele südosteuropäische Roma flüchteten vor diesem Hintergrund nach West- und Mitteleuropa oder auch nach Nordamerika.

## Soziale Organisation, Kultur
Kulturelle Überlieferungen der europäischen Roma sind regional unterschiedlich geprägt, und „auch der Blick der Gadje [nicht den Sinti und Roma angehörige Personen] auf die Sinti und Roma ist jeweils ein anderer, was u. a. eng mit deren Anteil an der jeweiligen Gesamtgesellschaft und mit der An- oder Abwesenheit weiterer kultureller Minderheiten zusammenhängt.“ Die Mehrheitsgesellschaften haben insofern die Minderheitskultur historisch und regional unterschiedlich beeinflusst. Dennoch lassen sich einige Gemeinsamkeiten feststellen.
Roma und Sinti agieren seit der zweiten Hälfte des 20. Jahrhunderts in Autobiografien und Romanen auf autobiografischer Grundlage „sichtbar als historische Subjekte“. In diese Gruppe gehören zum Beispiel die Deutsche Philomena Franz, die Slowakin Ilona Lacková, die Österreicherin Ceija Stojka, der Franzose Matéo Maximoff, der Ungar Menyhért Lakatos und der Deutsche Otto Rosenberg. Durch Reflexion der eigenen Geschichte unterlaufen sie in ihren Veröffentlichungen Stereotypen. Dabei werden Verfolgung, Generationen- und Rollenkonflikte, Identität, Umbruch und Tradition ebenso thematisiert wie die Position in der aktuellen Gesellschaft.

### Die Bedeutung der Großfamilie
Der Zusammenhalt der Roma-Gemeinschaft wird traditionell durch großfamiliäre verwandtschaftliche Beziehungen gestiftet, wie sie bis vor wenigen Generationen auch in den europäischen Umgebungsgesellschaften mehrheitlich noch existierten. Ob bzw. inwieweit das heute noch in den vor Jahrzehnten beschriebenen Formen gilt, ist unbekannt.

### Wirtschaftliche und soziale Organisation
Noch zu Beginn der 1980er Jahre bezeichnete der Ethnologe Rüdiger Vossen die lose strukturierte kumpania als romatypischen wirtschaftlichen, sozialen und auch politischen Zusammenschluss „mit gruppenbezogener wirtschaftlicher und moralischer Kontrollfunktion“. Inwieweit diese Aussage heute noch zutreffend ist, muss offenbleiben. Das weithin anerkannte Informationsangebot der Seite rombase der Universität Graz reduziert die Bedeutung dieser Organisationsform inzwischen auf die Teilgruppe der Kalderasch und betont den Aspekt der Vielfalt. Die Ethnologin Katrin Reemtsma spricht die kumpania gar nicht an und verweist auf den allgemeinen Wandel der Erwerbsstrukturen, der auch im Falle der Kalderasch die Aufgabe des traditionellen, oft noch ambulant ausgeübten Schmiedehandwerks und den Wechsel in ortsfest ausgeübte andere Berufe zur Folge gehabt habe. Die bereits seit dem 12. Jahrhundert im Kosovo ortsfest lebenden Roma gründeten laut rombase bereits früh anerkannte Gewerbevereinigungen, vergleichbar mit den mittel- und westeuropäischen Handwerkszünften. Dabei hebt die Seite die Bedeutung der Arlije-Roma für die wirtschaftliche und soziale Selbstorganisation hervor.
Nur wenige Roma, welcher Teilgruppe auch immer, üben als Marktbeschicker, Schausteller, Artist, Zirkusfachkraft oder -unternehmer usw. einen Reiseberuf aus. Diese Eigenschaft teilen sie jeweils mit einer Mehrheit von Menschen anderer „ethnischer“ Zuschreibung, wie sie meist aus der Mehrheitsbevölkerung kommen. Im einen wie im anderen Fall schließt das in aller Regel einen ortsfesten Lebensmittelpunkt nicht aus, sondern ein.
In vielen Staaten Europas, zum Beispiel in Bulgarien oder Serbien, gehören die Roma zu den am stärksten von Marginalisierung betroffenen Bevölkerungsgruppen. Ihre soziale Lage ist oftmals von Armut, einem zumeist niedrigen Ausbildungs- und Erwerbsniveau sowie sozialer Stigmatisierung geprägt. Diese Lebenssituation trifft besonders die Roma-Frauen, die sowohl unter sozialer Perspektivlosigkeit als auch unter patriarchalen Familienstrukturen zu leiden haben.

### Reinheits- und Meidungsvorschriften
Manche traditionalistischen Roma legen Wert auf die Unterscheidung zwischen ritueller Reinheit bzw. Unreinheit. So unterliegen zum Beispiel Frauen in solchen Fällen eigenen Reinheitsvorstellungen. Menstruation und Geburt gelten dann als „unrein“ mit der Folge besonderer Umgangsweisen. Ähnliche Vorstellungen finden sich auch in traditionalistischen Ausprägungen verschiedener Religionen, so etwa im Katholizismus bei der aus dem Alten Testament abgeleiteten bis mindestens in die 1970er Jahre hinein im deutschsprachigen Raum gepflegten „Aussegnung der Wöchnerin“ oder bei Mariä Lichtmess. Für muslimische Roma ist Chitan, die religiöse Beschneidung der männlichen Vorhaut, äußerst wichtig, um die rituelle Reinheit Tahāra für das Gebet und die Haddsch zu gewährleisten. Ein unbeschnittener Mann gilt als unrein.

### Religion
Die Religionszugehörigkeit von Roma korrespondiert in hohem Maße mit der umgebenden Mehrheitsreligion. Dementsprechend gehören sie im europäischen Südosten vielfach den Muslimen oder Orthodoxen an, in Mitteleuropa den Katholiken und Protestanten; auch gibt es Sinti und Roma überall in der Welt, die Mitglieder von Freikirchen sind.
Stets gibt es aber Ausnahmen von der Regel und synkretistische Überschneidungen. Die Ethnologin Katrin Reemtsma belegte in den 1990er Jahren diese Feststellung mit folgenden Fällen:
- Kalderasch beschrieb sie als überwiegend christlich-orthodox. In den USA bekennen sie sich aber auch zur römisch-katholischen Glaubensrichtung.
- Die Mehrheit deutscher Sinti sei katholisch. Eine kleine Minderheit sei evangelisch oder ordne sich freikirchlichen Gemeinschaften wie der Pfingstbewegung zu.
- Xoraxane-Roma, die in der Türkei, Albanien sowie den vormals osmanischen Teilen der Balkanhalbinsel leben, sind Muslime und praktizieren eine eher liberale Form des Islam, besonders den Sufismus, auch gehören etliche den Bektaschi an[138].

## Rundfunkberichte
- Rainer Link: Sinti und Roma in Deutschland – Zwischen Integration und Abschiebung. In: Deutschlandfunk-Sendung „Hintergrund“. 16. September 2018.
  - Sinti und Roma in Deutschland – Zwischen Integration und Abschiebung. (mp3-Audio; 17,2 MB; 18:49 Minuten) In: Deutschlandfunk-Sendung „Hintergrund“. 16. September 2018, archiviert vom Original (nicht mehr online verfügbar) am 23. September 2018.